# Октябрський (Моркинський район)
Октя́брський (рос. Октябрьский, марій. Октябрьский) — селище у складі Моркинського району Марій Ел, Росія. Адміністративний центр Октябрського сільського поселення.

## Населення
Населення — 1175 осіб (2010; 1313 у 2002).
Національний склад (станом на 2002 рік):
- лучні марійці — 46 %
- татари — 36 %